# 绍兴北站
绍兴北站（建设时曾称绍兴柯桥站）是杭甬客运专线的一座车站，车站位于中国浙江省绍兴市越城区绍齐公路以东、柯袍公路以南、嘉会大桥附近。2013年7月1日，车站随杭甬客运专线启用。
为配合杭台高速铁路建设，车站于2019年5月23日开始进行扩建工程。杭台高速铁路计划在既有站场北侧新建规模2台6线的杭台场，杭台正线在台州端约2.7公里处设镜湖线路所，引出连接杭深线杭州方向的联络线，并建设3万平方米的北站房和在南广场建设综合交通枢纽。杭台高速铁路于2022年1月8日通车，综合交通枢纽则于2025年6月30日投入使用，而杭台场候车厅及站台则于7月1日投用。

## 车站结构

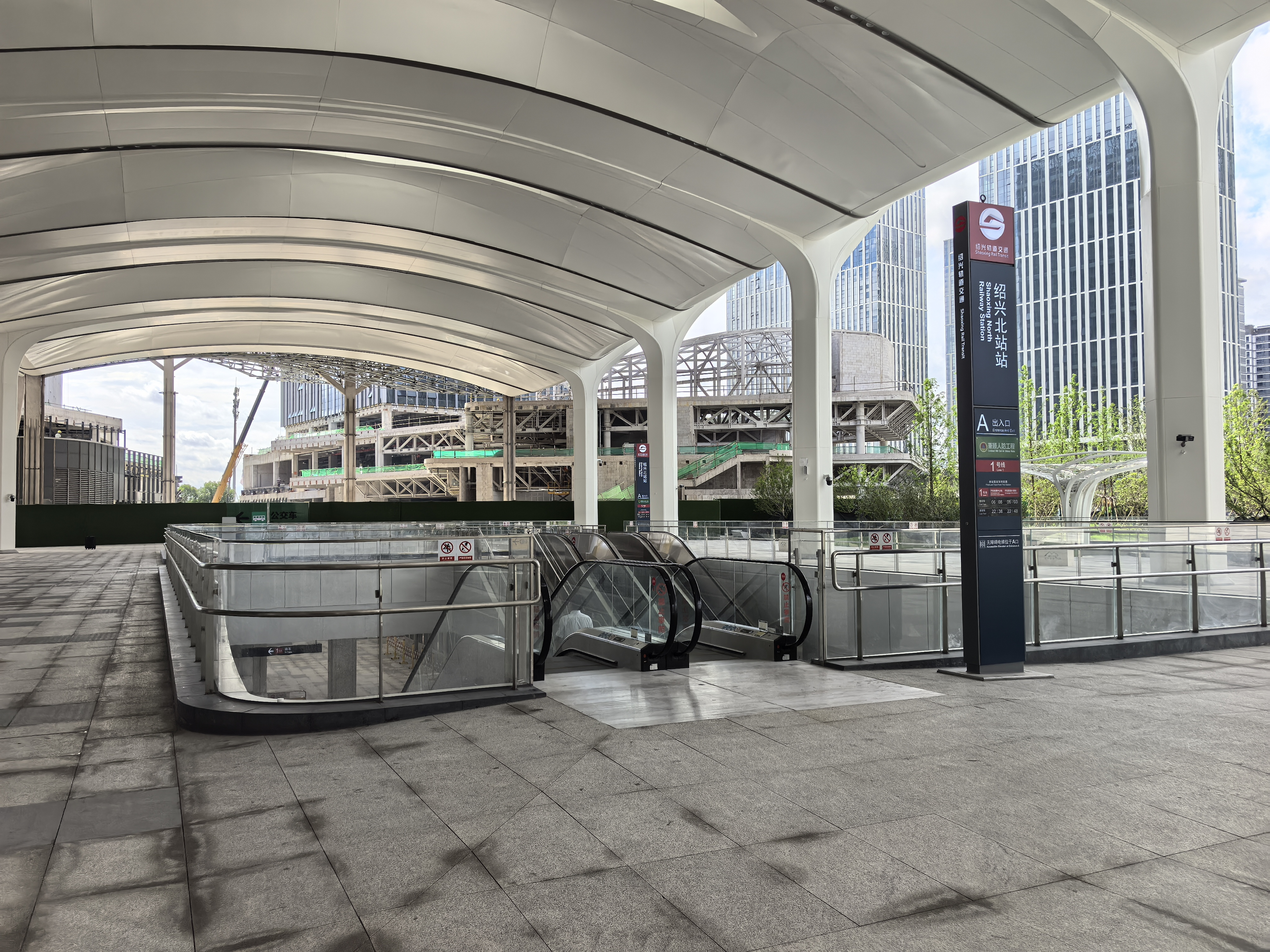
站前综合交通枢纽的白色雨棚

### 站房
绍兴北站站房建筑面积为50000平方米，分为南北两部分，采用线侧式和线下式相结合的形式。目前车站开放站房南侧进站，出站口位于西侧二层，站房北侧暂时不开放。
南站房于2013年投入使用，外立面以乌篷船为造型。南售票厅设有6个人工售票窗口和4台自动售票机；候车室设有4个检票口；北站房于2025年7月投用，一层候车厅面积约1.78万平方米；二层商业夹层面积约5400平方米。
绍兴北站TOD工程位于南站房前，分为A、B、C、D四个地块，地上建筑面积约80万平方米，地下建筑面积约49万平方米。其中A区块即综合交通枢纽，位于铁路站房前和嘉会河、以及北站东路和杭绍台高速及大越路间地块，建筑面积为9400平方米。综合交通枢纽被两座白色雨棚覆盖，其中东区雨棚长170米、宽74米；西区雨棚长180米、宽106米、高13.5米，面积约6500平方米。

### 站线布置
绍兴北站站台位于高架二层，分为两个站场。既有站场有杭深线经过，设2台6线，其中正线2条，到发线4条，站台为双岛式；杭台高速铁路站场位于既有站场北侧，规模2台6线。既有站场下行咽喉设有连接杭台高速铁路台州方向的联络线。
| 北↑ |        | 北站房                                  |  |
| 5道 | 8      | 到发线                                  |  |
|     | 岛式   |                                         |  |
| 3道 | 7      | 到发线                                  |  |
| 1道 | 无     | 杭台高速铁路下行正线 上虞南，玉环方向   |  |
| 2道 | 无     | 杭台高速铁路上行正线 杭州南，杭州东方向 |  |
| 4道 | 6      | 到发线                                  |  |
|     | 岛式   |                                         |  |
| 6道 | 5      | 到发线                                  |  |
| 5道 | 4      | 到发线                                  |  |
|     | 岛式   |                                         |  |
| 3道 | 3      | 到发线                                  |  |
| 1道 | 无     | 杭甬客运专线下行正线 绍兴东、宁波方向   |  |
| 2道 | 无     | 杭甬客运专线上行正线 杭州南、杭州东方向 |  |
| 4道 | 2      | 到发线                                  |  |
|     | 岛式   |                                         |  |
| 6道 | 1      | 到发线                                  |  |
| 南↓ | 南站房 |                                         |  |

## 交通接驳

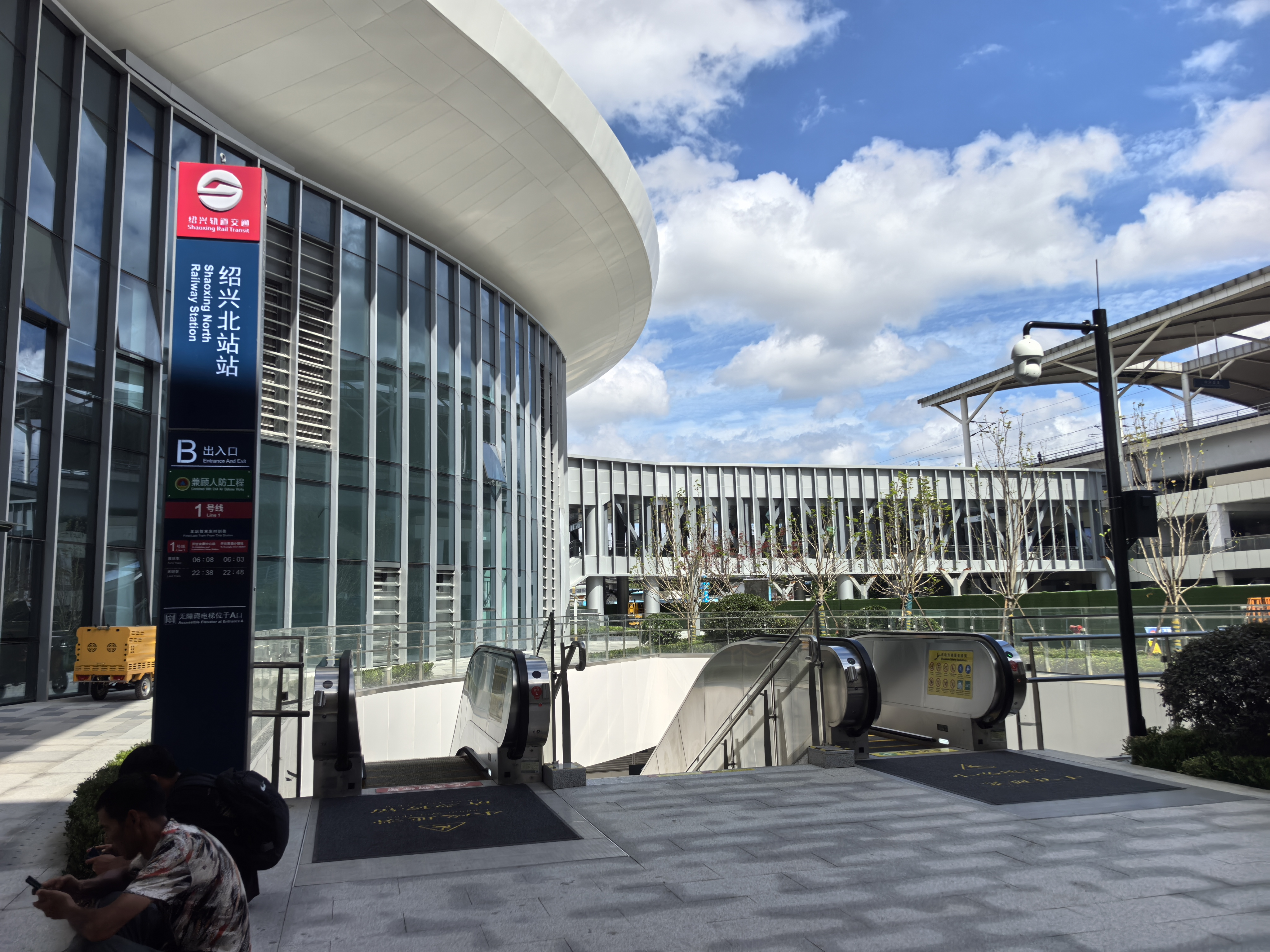
南广场综合交通枢纽旁的地铁进站口

绍兴北站综合交通枢纽于2025年6月30日投用。地面对接火车站铁路进出站站厅，连接公交、长途、旅游巴士、绍兴高铁北站码头等交通枢纽配套设施，地下设绍兴轨道交通车站、出租车、社会车/网约车、交通隧道（含出租车、社会车、网约车落客边）；以及含办公、酒店、会展、商业及餐饮、配套小汽车库等单体，甲级办公楼高度为150米。各层设施通过枢纽西侧直径64米、高度28米的兰花造型圆形中庭内的楼梯和电梯联络。
| 2F | 铁路出站口（西）、公交站天桥（东）                                 |
| 1F | 铁路进站口（南）、公交场站（东）；综合交通厅、非机动车停车场（西） |
| B1 | 下沉广场、南落客平台、出租/网约车、B1下客区、出租车上客、B1停车场  |
| B2 | B2地下停车场（私家车）                                             |
| B3 | 地铁绍兴北站站站厅、B3地下停车场（私家车）、网约车上客             |

### 轨道交通
绍兴轨道交通1号线支线后通段于2025年6月30日开通运营，在此设站绍兴北站站。

### 公交
| 绍兴北站         | 绍兴北站       | 绍兴北站 | 绍兴北站         | 绍兴北站                                                   |
| 编号             | 路线           | 路线     | 路线             | 备注                                                       |
| ---------------- | -------------- | -------- | ---------------- | ---------------------------------------------------------- |
| 16               | 公路客运西站   | ⇆        | 绍兴北站         |                                                            |
| 803东            | 绍兴北站       | ↻        | 绍兴北站         |                                                            |
| 803西            | 绍兴北站       | ↺        | 绍兴北站         |                                                            |
| 808              | 绍兴北站       | ⇆        | 地铁会展中心站   |                                                            |
| 815              | 绍兴北站       | ⇆        | 安昌公交站       |                                                            |
| 818              | 地铁会展中心站 | ⇆        | 绍兴财经旅游学校 |                                                            |
| 846              | 绍兴北站       | ⇆        | 天圣公交站       | 原 546                                                     |
| 866              | 杨汛桥公交站   | ⇆        | 绍兴北站         | 经墅后村、瓜渚路鉴水路口、南岸公园；原 613、616            |
| 867夜线          | 杨汛桥公交站   | ⇆        | 绍兴北站         | 经清风路口、精工科技、柯桥区社会治理中心；原 567（第一代） |
| 快70             | 绍兴北站       | ⇆        | 皋埠枢纽站       |                                                            |
| BRT1             | 南池村         | ⇆        | 绍兴北站         |                                                            |
| BRT5             | 绍兴北站       | ⇆        | 沥海工业区       |                                                            |
| 大禹号           | 绍兴北站       | ⇆        | 大禹陵           |                                                            |
| 黄酒小镇旅游专线 | 绍兴北站       | ⇆        | 黄酒小镇         |                                                            |
| 鉴湖号           | 绍兴北站       | ⇆        | 秋湖公交站       |                                                            |